# Baszkirska Wikipedia
Baszkirska Wikipedia (baszk. Башҡорт Википедияһы) – edycja Wikipedii w języku baszkirskim.

## Historia
Za dzień narodzin baszkirskiej Wikipedii uważa się 16 kwietnia 2005, gdy anonimowy autor stworzył pierwszą wersję artykułu poświęconego Baszkortostanowi. 7 grudnia 2010 powstało tysięczne hasło poświęcone wsi Bikkułowo w rejonie abzeliłowskim.
31 października 2012 utworzono jubileuszowy 20-tysięczny artykuł poświęcony baszkirskiemu powstaniu narodowemu z lat 1681–1684.
11 lipca 2012 baszkirska Wikipedia wsparła protest rosyjskiej Wikipedii przeciwko rządowemu projektowi ustawy nr 89417-6.
20 grudnia 2012 przekroczono liczbę 25 tysięcy artykułów. Jubileuszowy artykuł dotyczył jednego z lokalnych gatunków konia – konia baszkirskiego.
Poziom 30 tysięcy artykułów przekroczono 12 lutego 2013 roku. Wydarzenie związane było z projektem dotyczącym wprowadzenia za pomocą botów artykułów o wszystkich krajach świata. Jubileuszowym artykułem okazał się tekst o Kuwejcie, ulepszony następnie przez wykładowcę języka baszkirskiego i literatury Azata Chaliłowa.
Administratorzy baszkirskiej Wikipedii podjęli próbę wprowadzenia języka baszkirskiego również do takich siostrzanych projektów Wikimedia Foundation jak Wikicytaty (baszk. Викиөҙөмтә), Wikiźródła (baszk. Викикитапхана) czy Wikimedia Commons (baszk. Викимилек).

## Edycje za pomocą botów
Wiele artykułów baszkirskiej Wikipedii stworzonych zostało dzięki użyciu botów internetowych. Wprowadzanie botów do baszkirskiej Wikipedii rozpoczęto latem 2011 roku przy wsparciu wikipedystów niemieckich, kazachskich i rosyjskich. Ułatwiło to osiągnięcie kolejno poziomu 5 tys. artykułów dnia 10 września 2011 oraz 15 tysięcy w styczniu 2012 roku (wzmożona praca botów w okresie od 19 do 21 stycznia, gdy wprowadzono około 9,3 tys. artykułów). Ogółem do roku 2012 dzięki użyciu botów w baszkirskiej Wikipedii umieszczono m.in. około 4,5 tys. haseł dotyczących miejscowości Baszkortostanu, 2,5 tys. artykułów poświęconych niemieckim gminom a także 1,3 tys. haseł dotyczących rzek Rosji.

## Problemy baszkirskiej Wikipedii
Do głównych problemów baszkirskiej Wikipedii należą, według jej administratora Rustama Nuryjewa, niedostateczna aktywność użytkowników oraz brak literatury specjalistycznej w języku baszkirskim, która mógłaby zostać użyta do sporządzenia artykułów z takich dziedzin jak medycyna czy technika. Potencjalni wikipedyści władający językiem baszkirskim, mieszkający jednak w innych rejonach niż Baszkortostan, mają również utrudniony dostęp do istniejących tylko w postaci fizycznej baszkirskich źródeł książkowych, mogących stać się podstawą do stworzenia artykułów. W celu częściowego pokonania tych trudności próbowano uzyskać odpowiedni grant z Wikimedia Foundation (projekt „More books in the Bashkir language at Wikisource”).

## Statystyki baszkirskiej Wikipedii
1 lutego 2014 baszkirska Wikipedia zawierała 31 645 artykułów, co plasowało ją na 76. miejscu w rankingu językowym. Liczba zarejestrowanych użytkowników wynosiła 9 369, aktywnych w ciągu ostatnich 30 dni były jednak tylko 54 osoby. Prawa administratora posiadało 9 użytkowników. Jeden ze wskaźników statystycznych Wikipedii – wskaźnik głębokości (ang. depth ratio) dla baszkirskiej Wikipedii wyniósł w opisywanym czasie 0,4716.